# Herbert Fisher
Herbert Albert Laurens Fisher, född 21 mars 1865 i London, död 18 april 1940, var en brittisk politiker och historieforskare.

## Biografi
Fisher blev 1888 universitetslärare i Oxford ("fellow" vid New College), 1899 professor där och 1912 vicekansler vid Sheffields universitet. Han var 1915 medlem av kommittén för utredning rörande tyska krigsförbrytelser och blev i december 1916 som liberal undervisningsminister i Lloyd Georges ministär och samma år underhusledamot. 
Fisher genomförde 1918 en ganska genomgripande skolreform (bland annat upprättande av barnträdgårdar och fortsättningsskolor, förbättrad fysisk fostran och inskränkning av rätten att till industriarbete använda barn i skolåldern). Han representerade Storbritannien vid flera råds- och delegeradeförsamlingsmöten inom Nationernas förbund (bland annat vid behandlingen av Ålandsfrågan). Han avgick med ministären Lloyd George i oktober 1922 och lämnade parlamentet 1926. 
Fisher var en ansedd historiker och skrev bland annat The Mediæval Empire (1898), Studies in Napoleonic Statesmanship (1903), del 5, omfattande tiden 1485–1547, i samlingsverket "A Political History of England" (1906), F.W. Maitland (1910), The Republican Tradition in Europe (1911), Napoleon Bonaparte (1913), Studies in History and Politics (1920) och Orthodoxy (1922) samt medverkade i "Cambridge Modern History".